# 확신범
확신범(確信犯, 독일어: Überzeugungsverbrechen)은 자신의 행동이 정의롭다고 믿고 벌어지는 범죄의 동기가 종교·도덕·정치상의 신념에 기초되는 범죄를 말한다. 사상범, 정치범, 국사범 등이 확신범에 하나이다.
실제 사실인 정치적인 혐의로 투옥된 정치범들도 대체로 확신범에 해당된다. 하지만 어떤 확신을 가지고 살인이나 테러리즘을 저지르는 확신범도 존재한다.
확신범의 형사책임에 있어서는 도의적인 비난의 견지에서 특별한 고려를 요하는데, 이는 비난의 기초로서의 도의적 가치의 척도가 다르기 때문이다. 정치범은 자유형(自由刑)으로 처벌하는 데 있어서도 일반 범죄인과는 다르게 취급한다는 점이 있다. 확신범의 책임에 대해서는 여러 견해가 있으며, 비폭력적 확신범에게는 책임 조각을 해야 한다는 견해와 하지 말아야 한다는 견해가 있다. 보수적인 견해로는 규범을 파괴하는 확신범에게는 형량을 가중해야 한다는 견해도 존재한다.

## 사례
2024년 대한민국 비상계엄에 대한 수사에서 공수처가 제출한 구속영장 청구서에서 윤석열 대통령을 ‘전형적인 확신범’으로 지칭한 바 있다

## 같이 보기
- 양심수